# Campeonato Sul-Americano de Atletismo Juvenil de 1988
O Campeonato Sul-Americano de Atletismo Juvenil de 1988 foi a 9ª edição da competição de atletismo organizada pela CONSUDATLE, para atletas com até 17 anos, classificados como juvenil. O evento foi realizado na cidade de Cuenca, no Equador, entre 2 e 4 de setembro de 1988. Contou com a presença de aproximadamente 190 atletas de nove nacionalidades distribuídos em 38 provas.

## Medalhistas
Esses foram os resultados do campeonato. Resultados completos podem ser encontrados no site "World Junior Athletics History".  Todos os resultados são marcados como "afetados pela altitude" ( A ), porque Cuenca está localizada a 2.560 metros acima do nível do mar.

### Masculino
| Evento                      | Ouro                                                      | Ouro     | Prata                                                                     | Prata    | Bronze                                                        | Bronze   |
| --------------------------- | --------------------------------------------------------- | -------- | ------------------------------------------------------------------------- | -------- | ------------------------------------------------------------- | -------- |
| 100 metros                  | Elvis Adão (BRA)                                          | 11.0A    | Leddil Paris (BRA)                                                        | 11.1A    | Eduardo Ojeda (PER)                                           | 11.4A    |
| 200 metros                  | Elvis Adão (BRA)                                          | 22.2A    | Marcos Eres (BRA)                                                         | 22.9A    | Javier Bengoa (CHI)                                           | 23.4A    |
| 400 metros                  | Moisés Sandoval (CHI)                                     | 50.9A    | Alexandre Marato (BRA)                                                    | 51.3A    | Eduardo Ojeda (PER)                                           | 51.4A    |
| 800 metros                  | Julio César Carreiro (BRA)                                | 1:58.0A  | Elber Mosquera (COL)                                                      | 2:00.6A  | Márcio Magalhães (BRA)                                        | 2:01.8A  |
| 1 500 metros                | Daniel das Neves (BRA)                                    | 4:19.3A  | Diego Toro (COL)                                                          | 4:19.4A  | Elver Romero (COL)                                            | 4:22.2A  |
| 3 000 metros                | Edilson Braz (BRA)                                        | 9:18.4A  | Manuel de Moraes (BRA)                                                    | 9:25.2A  | Urbano Bayardo (COL)                                          | 9:31.1A  |
| 5 000 metros                | Julio Pozo (ECU)                                          | 16:40.0A | Lenin Guerra (ECU)                                                        | 16:40.0A | Urbano Bayardo (COL)                                          | 16:40.0A |
| 5 km marcha atlética        | Jefferson Pérez (ECU)                                     | 24:44.4A | Henry Guevara (COL)                                                       | 26:11.2A | Mauricio Cardenas (ECU)                                       | 26:30.8A |
| 110 metros barreiras        | Alexandre Bento (BRA)                                     | 14.4A    | Paulo Dambacher (BRA)                                                     | 14.7A    | Luis Guerra (VEN)                                             | 14.8A    |
| 300 metros barreiras        | Luis Guerra (VEN)                                         | 39.8A    | Nicolás Majluf (CHI)                                                      | 40.0A    | André Pereira (BRA)                                           | 40.0A    |
| 1.500 metros com obstáculos | Daniel das Neves (BRA)                                    | 4:30.6A  | Diego Toro (COL)                                                          | 4:34.7A  | Edilson Bras (BRA)                                            | 4:41.9A  |
| 4×100 metros estafetas      | Brasil · Elvis Adao · Leonel Paris · Bauto · Marcos Merea | 43.3A    | Chile · Moisés Sandoval · Xavier Burgos · Álvaro Delgado · Nicolás Majluf | 44.3A    | Equador · Henry Teran · Darwin Salazar · Juan Ramos · Sánchez | 44.4A    |
| 4×400 metros estafetas      | Brasil                                                    | 3:25.5A  | Chile                                                                     | 3:31.7A  | Equador                                                       | 3:33.2A  |
| Salto em altura             | Alcides Silva (BRA)                                       | 2.05A    | Jairo Venâncio (BRA)                                                      | 1.94A    | Sergio Arraigada (CHI)                                        | 1.91A    |
| Salto com vara              | Alcides Silva (BRA)                                       | 3.90A    | Marlon Borges (BRA)                                                       | 3.80A    | Igor Castillo (PER)                                           | 3.40A    |
| Salto em comprimento        | Jefferson Ilário (BRA)                                    | 7.10A    | Pablo Silva (ARG)                                                         | 6.87A    | Gustavo Rodríguez (ARG)                                       | 6.72A    |
| Salto triplo                | Jefferson Ilário (BRA)                                    | 14.87A   | Jairo Venâncio (BRA)                                                      | 14.74A   | Néstor Cano (PAR)                                             | 14.16A   |
| Arremesso de peso           | Luís Wanderlei (BRA)                                      | 16.21A   | Marcos Balbuena (ARG)                                                     | 15.89A   | André Mohamad (BRA)                                           | 14.55A   |
| Lançamento de disco         | Luís Wanderlei (BRA)                                      | 48.32A   | Gilton Basílio (BRA)                                                      | 44.70A   | Antonio Consiglieri (PER)                                     | 41.02A   |
| Lançamento do martelo       | Marcos Balbuena (ARG)                                     | 62.66A   | Luís Wanderlei (BRA)                                                      | 53.04A   | Nelson Odaua (BRA)                                            | 52.46A   |
| Lançamento do dardo         | Marcos Balbuena (ARG)                                     | 60.62A   | Néstor Cano (PAR)                                                         | 51.88A   | Gilberto de Oliveira (BRA)                                    | 43.36A   |
| Hexatlo                     | José dos Santos (BRA)                                     | 4020A    | Andrés Carvajal (CHI)                                                     | 3944A    | José Butrón (CHI)                                             | 3789A    |

### Feminino
| Evento                 | Ouro                                                                            | Ouro     | Prata                                                                         | Prata    | Bronze                                                                                  | Bronze   |
| ---------------------- | ------------------------------------------------------------------------------- | -------- | ----------------------------------------------------------------------------- | -------- | --------------------------------------------------------------------------------------- | -------- |
| 100 metros             | Elizabeth Minetti (ARG)                                                         | 12.2A    | Lisette Rondón (CHI)                                                          | 12.3A    | Patricia Daniya (PER)                                                                   | 12.4A    |
| 200 metros             | Elizabeth Minetti (ARG)                                                         | 25.1A    | Rosa Magaly Segovia (COL)                                                     | 25.3A    | Lisette Rondón (CHI)                                                                    | 25.3A    |
| 400 metros             | Rosa Magaly Segovia (COL)                                                       | 57.9A    | Claudia Herrera (CHI)                                                         | 58.5A    | Patricia Oroño (ARG)                                                                    | 59.3A    |
| 800 metros             | Beatriz Hernández (COL)                                                         | 2:20.6A  | Janeth Caizalitín (ECU)                                                       | 2:21.6A  | Lilian Guerra (ECU)                                                                     | 2:25.2A  |
| 1 500 metros           | Soledad Villamarín (ECU)                                                        | 4:55.8A  | Sandra Ruales (ECU)                                                           | 4:55.8A  | Beatriz Hernández (COL)                                                                 | 5:00.6A  |
| 3 000 metros           | Soledad Villamarín (ECU)                                                        | 10:42.9A | Sandra Ruales (ECU)                                                           | 10:44.5A | Daysi Burgos (COL)                                                                      | 11:03.2A |
| 3 km marcha atlética   | Miriam Ramón (ECU)                                                              | 15:19.1A | Luisa Nivicela (ECU)                                                          | 15:30.6A | Ernestina Castellanos (COL)                                                             | 18:05.5A |
| 100 metros barreiras   | Michelle Openshaw (PER)                                                         | 14.7A    | Cintia Camossato (BRA)                                                        | 14.9A    | Daniela Rodrigues (BRA)                                                                 | 15.4A    |
| 4×100 metros estafetas | Chile · Lisette Rondón · Judith De La Fuente · Claudia Barrera · María González | 48.3A    | Peru · Patricia Adaniya · Michelle Openshaw · Lucia Crosse · Cecilia Zereceda | 49.3A    | Colômbia · Angelica Garzon · Rosa Magaly Segovia · Angelica Mendoza · Clemencia Ramírez | 49.4A    |
| 4×400 metros estafetas | Chile                                                                           | 4:02.8A  | Brasil                                                                        | 4:03.6A  | Equador                                                                                 | 4:04.4A  |
| Salto em altura        | Katherine Yáñez (PER)                                                           | 1.58A    | Cintia Camossato (BRA)                                                        | 1.58A    | Carmen Melo (ECU)                                                                       | 1.55A    |
| Salto em comprimento   | Natalia Toledo (PAR)                                                            | 5.81A    | Claudia Herrera (CHI)                                                         | 5.56A    | Tânia da Silva (BRA)                                                                    | 5.51A    |
| Arremesso de peso      | Alexandra Amaro (BRA)                                                           | 13.93A   | Elisângela Adriano (BRA)                                                      | 12.85A   | Karina Davis (ECU)                                                                      | 10.35A   |
| Lançamento de disco    | Elisângela Adriano (BRA)                                                        | 42.60A   | Cintia Camossato (BRA)                                                        | 39.74A   | Verónica Tripoloni (ARG)                                                                | 37.50A   |
| Lançamento do dardo    | Natalia Toledo (PAR)                                                            | 41.08A   | María Bengolea (CHI)                                                          | 36.86A   | Rosa Balanta (COL)                                                                      | 34.02A   |
| Pentatlo               | Natalia Toledo (PAR)                                                            | 3222A    | Euzinete dos Reis (BRA)                                                       | 3172A    | Katherine Yáñez (PER)                                                                   | 2940A    |

## Quadro de medalhas (não oficial)
| Ordem | País      | Medalha de ouro | Medalha de prata | Medalha de bronze | Total |
| ----- | --------- | --------------- | ---------------- | ----------------- | ----- |
| 1     | Brasil    | 18              | 16               | 8                 | 42    |
| 2     | Equador   | 5               | 5                | 7                 | 17    |
| 3     | Argentina | 4               | 2                | 3                 | 9     |
| 4     | Chile     | 3               | 8                | 4                 | 15    |
| 5     | Paraguai  | 3               | 1                | 1                 | 5     |
| 6     | Colômbia  | 2               | 5                | 8                 | 15    |
| 7     | Peru      | 2               | 1                | 6                 | 9     |
| 8     | Venezuela | 1               | 0                | 1                 | 2     |

## Participantes (não oficial)
Uma contagem não oficial produziu o número de 190 atletas de 9 nacionalidades. Lista detalhada dos resultados podem ser encontradas no site "World Junior Athletics History" 
| - Argentina (11) - Bolívia (9) - Brasil (50) | - Chile (23) - Colômbia (17) - Equador (49) | - Paraguai (6) - Peru (24) - Venezuela (1) |